# Purificación (Tolima)
Purificación es un municipio colombiano ubicado en el departamento del Tolima, distando de Ibagué 93 km.

## Historia
Los primitivos pobladores fueron los indios Yaporogos, Hilarcos, Chenches y Catufas, Cuindes y Yacopiés, de la tribu de los Sutagaos. Estas tierras eran del cacique Yaporox a la llegada de Sebastián de Belalcázar, quien las descubrió en noviembre de 1538.
El 25 de mayo de 1664, el encomendero Diego de Ospina Maldonado en un lugar llamado la meseta del Palmar por mandato de su majestad el Rey de España, fundó la «Villa de Purificación de Nuestra Señora», según consta en Acta protocolizada en Neiva ante el escribano Francisco Salazar y Bancos.
El primer alcalde fue Tomás Rodríguez del Olmo hermano del encomendero de la ciudad de Ibagué  Gaspar Rodríguez del Olmo, el primer párroco de esta colonia española fue Francisco de la Arena.
La Villa de las Palmas como se le ha conocido también, jugó un papel importante en el desarrollo comercial del país durante el siglo XIX y comienzos del siglo XX por su estratégica ubicación al margen izquierdo del Río Magdalena cuando esta era la principal vía de comunicación.
Purificación alcanza inusitado progreso, hasta llegar a ser capital de la República de la Nueva Granada por decreto de 14 de abril de 1831, siendo presidente de la república Domingo Caicedo y Santamaría, a la vez que capital del Estado Soberano del Tolima, de acuerdo con el decreto de 12 de abril de 1861 y del que fue capital hasta el año 1864.
El 26 de agosto de 1896 la población fue pasto de las llamas según se concluye de la ordenanza número 17 de 16 de julio del citado año que aporto la suma de veinte mil pesos como auxilio a los damnificados.

## División Político-Administrativa
Además de su Cabecera municipal. Purificación tiene bajo su jurisdicción los siguientes Centros poblados:
- Buenavista
- Chenche Asoleado
- Chenche Uno
- El Baura
- La Mata
- Lozania
- Villa Colombia
- Villa Esperanza

## Geografía
Aspectos generales El municipio está localizado al Suroriente del departamento del Tolima; la extensión total es de 365 kilómetros cuadrados. Se encuentra a 319 metros sobre el nivel del mar, con una temperatura promedio de 30 grados centígrados.
Es plana en su mayor parte y ondulado ligeramente en algunos sectores. Hacia la parte sur hay un relieve montañoso de escasa elevación, destacándose los Cerros Corrales, el Rayo y San Antonio. Las tierras se distribuyen en los pisos térmicos cálido y medio. Las riegan los ríos Cunday, Chenche, Magdalena, Negro y Saldaña, además de otras corrientes menores. Dentro de su comprensión municipal se hallan las Lagunas Guabinal, La Ciénaga y La Churumbela.
La población total del municipio es de 24.488 habitantes, de los cuales 14.060 viven en el área rural y 10.060 en la urbana, más la población flotante que oscila aproximadamente en diez mil habitantes al año.
Cuenta con 46 veredas, por otro lado posee una población estudiantil para 1995 del orden de los seis mil estudiantes.
Los servicios de acueducto, alcantarillado, luz eléctrica y telefonía, funcionan bien y se harán mejoras en el futuro.
Economía La agricultura es la base de la economía y es reconocida especialmente por el arroz; en varias oportunidades ha sido considerada como el mayor productor de este alimento. Además cultiva el ajonjolí, café, plátano, algodón, cacao, legumbres y frutas entre otras. En 1994 registró la mayor producción de petróleo en el Tolima con 1 894.000 barriles de crudo.

### Límites municipales
Purificación está delimitada por los siguientes municipios:
| Noroeste: Saldaña                      | Norte: Guamo (Río Saldaña) | Nordeste: Suárez (Río Magdalena) y Cunday |
| Oeste: Límites entre Saldaña y Coyaima |                            | Este: Villarrica                          |
| Suroeste: Coyaima                      | Sur: Prado                 | Sureste: Prado                            |

## Cultura

### Fiestas y Celebraciones
Las fiestas folclóricas del municipio de Purificación son el epicentro del gozo y la sana diversión del sur oriente del Tolima, pues no solo son festividades de fin de año, sino que a su vez durante más de 50 años han concentrado toda una tradición. 
Estas festividades se dividen en dos temporadas; las fiestas y Reinado Municipal y el Festival Folclórico del Suroriente del Tolima.	
Este último es uno de los espectáculos más auténticos de alegría y folclor; se lleva a cabo en las calles y plazas del Municipio brindando representaciones culturales y resaltando la belleza de la mujer tolimense. Es una de las fiestas populares que más público reúne en el sur oriente del Departamento del Tolima.
En estas festividades el municipio se llena de gozo y folclor, hay gran diversidad de eventos, como son las corralejas, corridas de toros, cabalgatas, quema de pólvora, eventos culturales, presentaciones de orquestas departamentales y nacionales, desfiles por las principales calles del municipio y mucho más.

## Servicios públicos
- Energía Eléctrica: Celsia, es la empresa prestadora del servicio de energía eléctrica.
- Gas Natural: Alcanos de Colombia es la empresa distribuidora y comercializadora de gas natural en el municipio.